# Dolmens de Concoules
Les six dolmens de Concoules sont situés sur la commune de Montjaux dans le département français de l'Aveyron en France.
Le dolmen n°1, connu sous le nom de Dolmen du Puech, est classé au titre des monuments historiques en 1889.

## Dolmen n°1
44° 04′ 38″ N, 2° 53′ 45″ E

## Dolmen n°2
44° 04′ 26″ N, 2° 53′ 51″ E

## Dolmen n°3
44° 04′ 29″ N, 2° 53′ 43″ E

## Dolmen n°4
44° 04′ 26″ N, 2° 53′ 43″ E

## Dolmen n°5
44° 04′ 21″ N, 2° 53′ 46″ E

## Dolmen n°6
44° 04′ 21″ N, 2° 53′ 49″ E